# 沃茲維爾 (密蘇里州)
沃茲維爾（英語：Wardsville）是位於美國密蘇里州科爾縣的村。

## 人口
根據2020年美國人口普查的數據，沃茲維爾的面積為8.99平方千米，皆為陸地。當地共有人口1599人，而人口密度為每平方千米178人。